# Who put Bella in the Wych Elm?

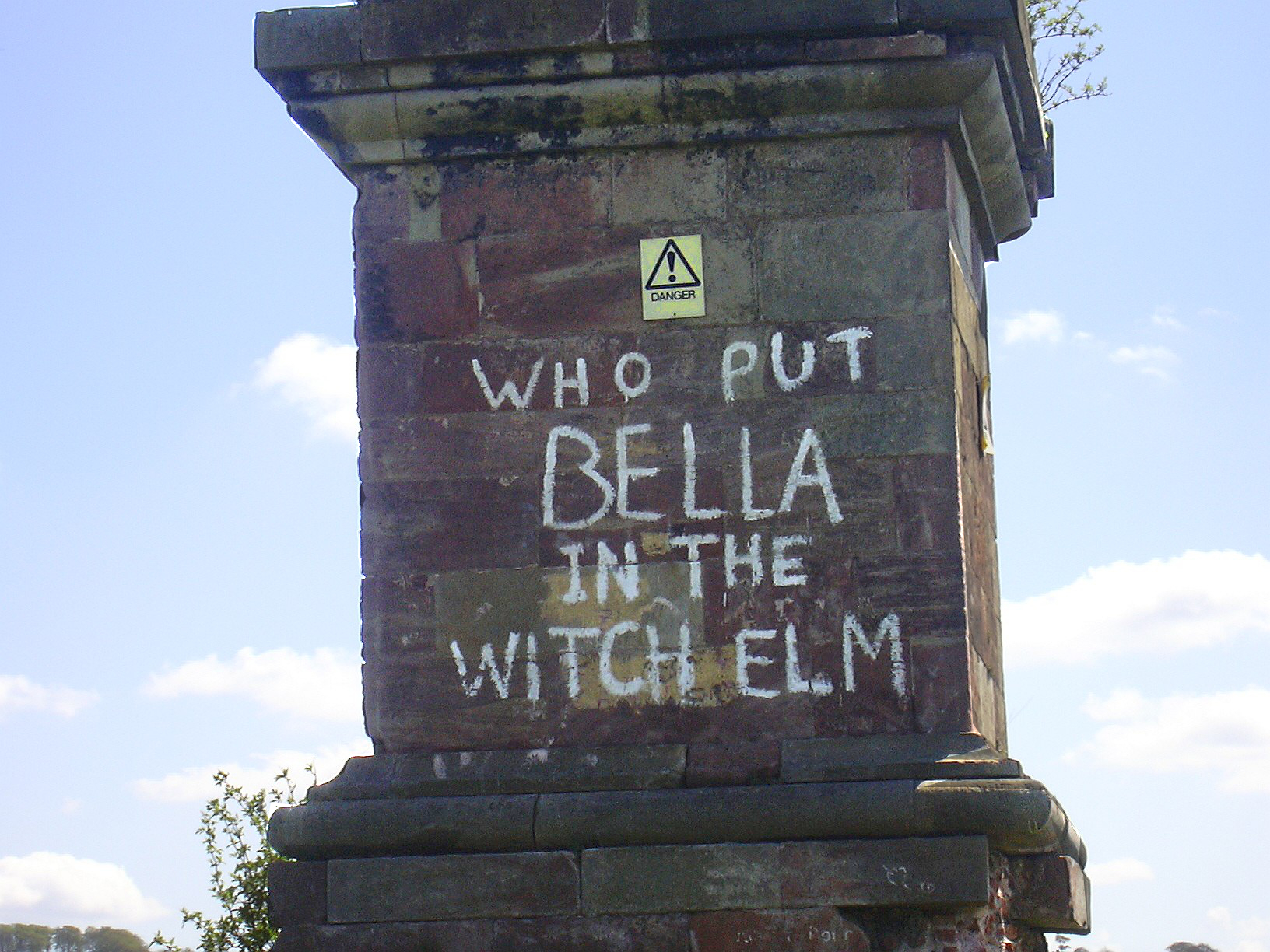
ウィッチベリー・オベリスクに書かれた落書き

Who put Bella in the Wych Elm?（ベラをセイヨウハルニレに入れたのは誰だ?）とは、1943年にイギリス、イングランドのウスターシャーのバーミンガムから南西約16kmにある町、ハグレイにある森、ハグレイ・ウッド（英: Hagley Wood）に生えていたセイヨウハルニレ（英: wych elm）の中から白骨化した遺体が発見された事件後、1944年を皮切りにいくつかの場所で書かれた落書きの文句である。直訳すると「ベラをセイヨウハルニレに入れたのは誰だ？」という意味になる。事件の被害者は1941年頃に殺害されたと推測されているが、遺骨や検死報告書は事件後に紛失してしまい、被害者の身元も犯人も2024年現在に至るまで判明していない。

## 遺体の発見
ハグレイ・ウッドはコバム子爵の領地「ハグレイ・ホール」の一部であり、ウィッチベリー・ヒルの近くにある。
1943年4月18日、地元に住む少年、ロバート・ハート（英: Robert Hart）、トーマス・ウィレッツ（英: Thomas Willetts）、ボブ・ファーマー（英: Bob Farmer）、フレッド・ペイン（英: Fred Payne）の4人が、ハグレイ・ウッドで鳥の巣探し、もしくは密猟（文献によって異なる）を行っていた。そして、4人はセイヨウハルニレの大木を発見した。ファーマーは鳥の巣探しに絶好の場所と考え、この木をよじ登って調べようとした。その途中で洞を見つけると、中に頭蓋骨が入っているのを発見した。最初、ファーマーは動物のものと考えたが、手に取ってみると毛髪や歯があり、人骨であることに気が付いた。4人はこの土地に不法侵入していたため、ファーマーは頭蓋骨を元の場所に戻し、頭蓋骨のことを誰にも話すことなく帰宅した。しかし、4人のうちの最年少であったウィレッツは、この件で心が落ち着かず、両親に発見した頭蓋骨について話した。

## 捜査

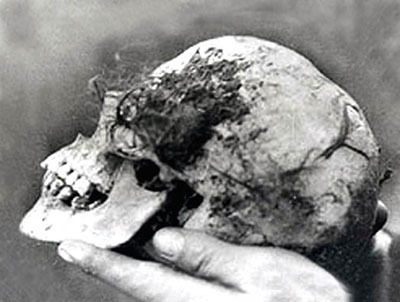
「ウィッチエルム・ベラ」の頭蓋骨、1943年4月18日

ウィレッツの親からの通報を受けた警察が、セイヨウハルニレの木の幹を捜索したところ、ほぼ全て揃った白骨死体を発見した。遺留品として、靴や金の結婚指輪、衣服の断片も発見された。頭蓋骨には毛髪が残っており、いくつか抜けはあったものの歯がほぼ揃っていたという点で重大な証拠だった。さらに調査を行ったところ、セイヨウハルニレの木からいくらか離れたところで、遺体の手も発見された。
遺体はジェームズ・ウェブスター（英: James Webster）教授の元へ送られ、調査が行われた。教授はすぐに遺体が女性のものであり、早くても18ヶ月前に殺害されたものであると断定、死亡時期を1941年10月以前と定めた。口の中からタフタの断片も発見され、被害者が窒息死したことを示唆した。遺体が発見されたセイヨウハルニレの幹の寸法を測定して、死者は殺されてからまだ体温が残るうちに木のうろの中に入れられたに違いないと推理した。死後硬直が成立してしまえば、遺体をうろの中に入れることはできなかったはずだからである。
警察はその地方中に報告された行方不明者と照会したが、発見された証拠と一致する行方不明者は存在しないと判断された。また、歯の治療跡が非常に独特だったことから、警察は国中の歯科医に接触した。
1944年、バーミンガムのアッパー・ディーン・ストリートの壁にこの事件に関係する初めての落書きが書かれた。「Who put Bella down the Wych Elm - Hagley Wood（直訳すると「ベラをハグレイ・ウッドのセイヨウハルニレに置いたのは誰だ」）」という内容だった。以降も同様の落書きが他にも書かれ、少なくとも1970年代以降、遺体の発見現場に近いウィッチベリー・オベリスクで散発的に書かれた。内容は「Who put Bella in the Witch Elm?」というもので、以前の落書きとは若干変化していた。

### 顔の復元
テレビ番組Nazi Murder Mysteriesのあるエピソードで、リヴァプール・ジョン・ムーア大学の「フェイス・ラボ」が頭蓋骨の写真から遺体の復顔を実施することが取り上げられた。依頼者はアンドリュー・スパーク (英: Andrew Sparke) で、この事件に関する書籍の執筆のためだった。

## 仮説

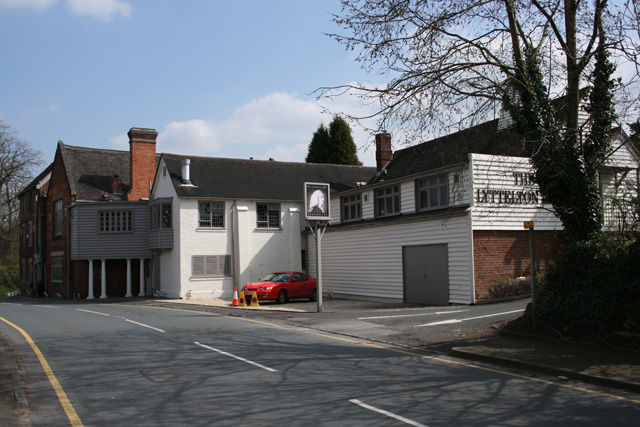
ハグレイにあるパブ「リッテルトン・アームズ」

2014年8月に最初に放送されたBBCラジオ4の番組で、スティーヴ・パントは被害者の可能性のある人物として2名を提示した。1人は1944年にバーミンガムの売春婦が警察に報告した人物である。彼女の報告によると、ハグレイ・ロード沿いで仕事をしていたベラと呼ばれる別の売春婦がおよそ3年前から姿を消していたという。落書きには「ベラ」（または「ルーベラ（英: Luebella）」）と書かれていたが、このことは落書きを書いた人物が被害者または殺人者の身元を知っていた可能性を示唆している。
被害者の可能性のあるもう1人の人物は、ユーナ・モソップ（英: Una Mossop）という女性が1953年に行った警察への報告に由来した。その報告によると、ユーナの元夫のジャック・モソップ（英: Jack Mossop）が、自身がファン・ラルト（英: van Ralt）というオランダ人とともに被害者をセイヨウハルニレの木の中に置き去りにしたと家族に告白したという。モソップはファン・ラルトと会ってハグレイにある「リテルトン・アームズ（英: Lyttelton Arms）」というパブへ酒を飲みに行った。その夜、件の女性は酔っ払い、運転中に意識を失った。2人は女性を森の中の木のうろの中に入れた。朝になって女性が目覚めたときに驚かせて懲らしめようと考えての行動だった。ジャックは、木の中から女性がじろじろと自分を見つめてくる夢を繰り返し見ていたため、スタフォードの精神病院に拘禁されていた。モソップが精神病院で死亡したのは、セイヨウハルニレから遺体が発見される前のことだった。モソップの死後から10年以上経過してようやくユーナがこの話を報告したため、この報告の信憑性には疑問符がつく。
別の仮説は、MI5による機密が解除されたヨーゼフ・ヤコブスについての書類に由来する。ヤコブスはドイツ国防軍情報部の諜報員で、ロンドン塔で処刑された最後の人物であり、1941年8月15日に執行された。彼は同年にケンブリッジシャーへパラシュートで降下したが、着地に失敗して足首を骨折し、すぐにホーム・ガードに逮捕された。その際ヤコブスは女性の写真を所有していた。その女性は彼の愛人であり、キャバレーの歌手や女優の仕事をしていたクララ・バウエルレ（英: Clara Bauerle）という人物であった。ヤコブスによれば、バウエルレも自分と同様に諜報員の訓練を受けており、自分の後にイギリスへ派遣されたかもしれないと述べた。このバウエルレが件の遺体の身元であるという説があった。しかし、彼女がイギリスに潜入したという証拠はなかった。また、数名の証人がバウエルレの身長が、女性としてはかなり高い約180cmであったと述べているが、件の遺体の身長は推定150cmだった。2016年9月、バウエルレは1942年12月16日にベルリンで死亡していたことが正式に確認され、この説は否定された。
1945年、ユニヴァーシティ・カレッジ・ロンドンで人類学と考古学を研究していたマーガレット・マリーはウィッチクラフト説を提唱した。離れたところで手が発見されたことから、ハンド・オブ・グローリーという儀式と一致しており、被害者はジプシーの魔術的な儀式で殺害されたと考えたのである。マレーの説は地元紙を賑わせ、捜査官たちは近くのロウアー・クイントンで儀式により殺害されたと思われるチャールズ・ウォルトンの事件を念頭に捜査を行った。
1953年には別の仮説も浮上した。被害者はクララベラ・ドロンカーズ（英: Clarabella Dronkers）というオランダ人であり、イギリス人の役人、オランダ人、音楽堂のアーティストからなるドイツのスパイ集団により殺害されたというものである。余計なことを知りすぎたために殺害されたとするが、この仮説を支持する記録や証拠は存在しない。